# 上皮奇瓜區
上皮奇瓜區（西班牙語：Distrito de Alto Pichigua），是秘魯的一個區，位於該國南部庫斯科大區的埃斯皮納爾省，始建於1994年10月14日，面積375.89平方公里，海拔高度4,000米，2005年人口2,905，人口密度每平方公里7.7人。